# 胡洛
41°39′N 42°19′E / 41.650°N 42.317°E

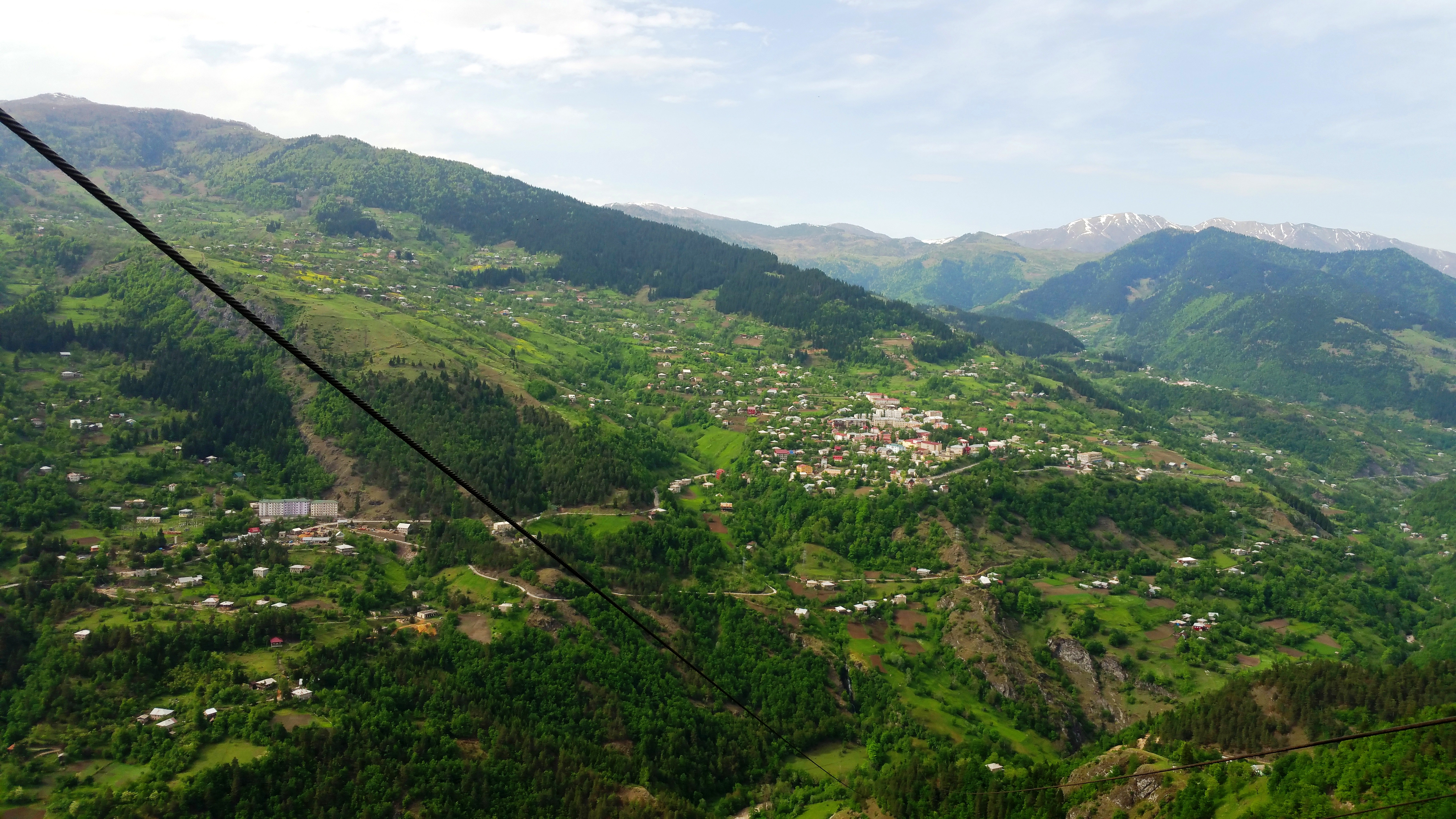
胡洛

胡洛，是格魯吉亞西南部阿扎尔自治共和国胡洛市鎮内的城鎮及其行政中心。位於巴統以東88公里，海拔高度923米，2014年人口1,007。